# Boulevard Sérurier
Boulevard Sérurier je bulvár v 19. obvodu v Paříži. Je součástí tzv. Maršálských bulvárů. Bulvár nese jméno Jeana Mathieu Philiberta Séruriera (1742–1819), maršála Francie.

## Historie
V letech 1840–1845 byly postaveny kolem Paříže nové hradby. Dnešní bulvár vznikl na místě bývalé vojenské cesty (Rue Militaire), která vedla po vnitřní straně městských hradeb. Tato silnice byla armádou převedena městu Paříži na základě rozhodnutí z 28. července 1859. Jeho délka činí 2550 metrů a šířka kolísá od 15 do 40 metrů.

## Trasa
Tento bulvár má ve srovnání s jinými Maršálskými bulváry velmi neobvyklou formu. Začíná na Porte des Lilas, kde navazuje na Boulevard Mortier. Jako 40 m široký bulvár vede až ke křižovatce s ulicí Rue Haxo. Odtud však pokračuje v mnohem užší formě (15 m) městskou zástavbou, zatímco širší Boulevard d'Algérie a po něm Boulevard d'Indochine probíhají po okraji města přes Parc de la Butte du Chapeau-Rouge. Boulevard Sérurier a Boulevard d'Indochine se setkají na Porte de Pantin u boulevardu périphérique, podél kterého Boulevard Sérurier pokračuje opět jako hlavní dopravní tepna až ke kanálu Ourcq, kde končí. Za mostem začíná Boulevard Macdonald. Obdobně neobvyklou trasu má i Boulevard Murat na druhém konci Paříže.